# Percepció del color

(lng. d'ona en nm): Corbes de resposta normalitzada dels cons humans, S, M, L, als estímuls monocromàtics de l'espectre

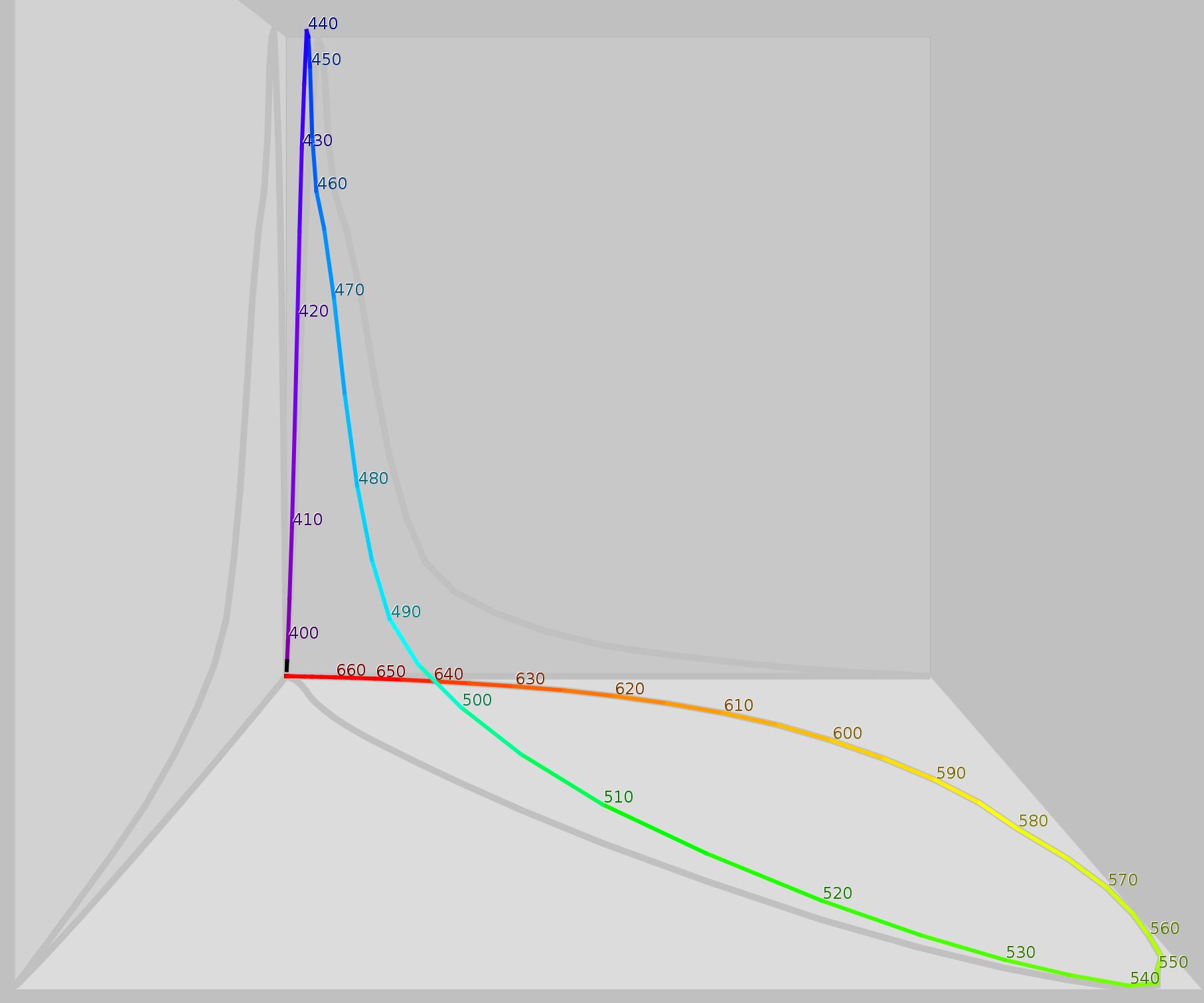
Les mateixes xifres de dalt en 3D

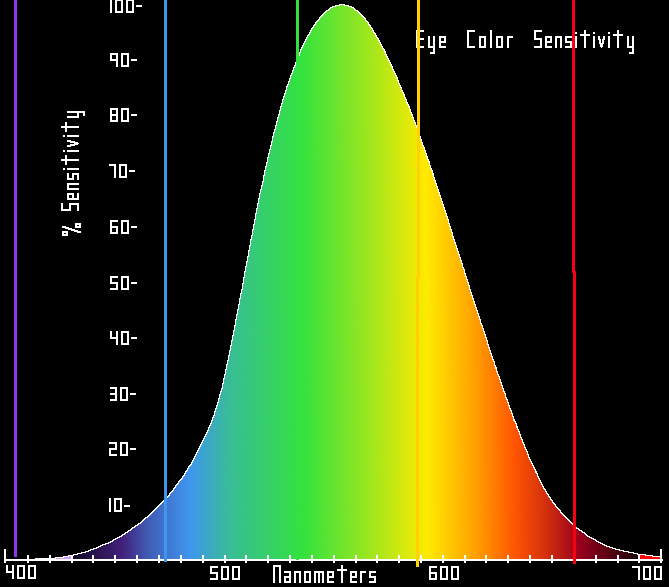
Brillantor relativa de la sensibilitat del sistema visual humà en funció de la longitud d'ona

La percepció del color fa referència a com el cervell humà és capaç de distingir i captar tota la gamma de colors de la natura, a partir dels estímuls sobre les cèl·lules de visió. Realment podem dir que el color en si no existeix en la realitat física, el que existeixen són les variacions de les longituds de les ones de llum visible. Per tant, el que realment percebem són ones lluminoses. La llum, sobretot la solar, té una àmplia gamma espectral, però l'ull només és capaç de percebre'n una petita part, en què es troben els colors que veiem en el nostre dia a dia.
En el fons de l'ull hi ha milions de cèl·lules especialitzades a detectar les longituds d'ona procedents de l'entorn. Aquestes cèl·lules, principalment els cons i els bastons, recullen els diferents elements de l'espectre de llum solar i els transformen en impulsos elèctrics, que són enviats després al cervell a través dels nervis òptics. És el cervell (concretament l'escorça visual, que es troba en el lòbul occipital) l'encarregat de fer conscient la percepció del color.
En els primats, la visió del color pot haver evolucionat sota pressió selectiva per a una varietat de tasques visuals, inclosa la recerca d'aliments per a fulles joves nutritives, fruits madurs i flors, així com per detectar el camuflatge dels depredadors i els estats emocionals en altres primats.

### Cons
Els cons es concentren en una regió propera al centre de la retina anomenada fòvea. La seva distribució segueix un angle de prop de 2°, mesurats des de la fòvea. La quantitat de cons és de 6 milions i alguns d'ells tenen una terminació nerviosa que es dirigeix cap al cervell.
Els cons són els responsables de la visió del color i, a partir d'una teoria formulada per Thomas Young l'any 1860, es creia que hi havia tres tipus de cons, sensibles als colors vermell, verd i blau, respectivament. Més tard va ser adaptada per Helmholtz. Però aquesta teoria està en dubte actualment; no se sap si són els únics cons que existeixen. Donada la seva forma de connexió a les terminacions nervioses que es dirigeixen al cervell, són els responsables de la definició espacial. També són una mica sensibles a la intensitat de la llum i proporcionen visió fotòpica (visió a alts nivells).
Sabeu-ne més: article con (cèl·lula).

### Bastons
Els bastons es concentren en zones allunyades de la fòvea i són els responsables de la visió escotòpica (visió a baixos nivells). Els bastons comparteixen les terminacions nervioses que es dirigeixen al cervell i, per tant, la seva aportació a la definició espacial resulta important. La quantitat de bastons se situa al voltant de 100 milions i no són sensibles al color. Els bastons són molt més sensibles que els cons a la intensitat lluminosa, per la qual cosa aporten a la visió del color aspectes com la brillantor i el to, i són els responsables de la visió nocturna.
Sabeu-ne més: article bastó (cèl·lula).
La nostra visió perifèrica és menys nítida; això és així perquè tant els bastons com els cons es concentren al mig de la retina i en la perifèria n'hi ha un nombre inferior.

## Percepció de la longitud d'ona
Isaac Newton al segle xvii va descobrir, entre altres coses, la capacitat de la llum blanca per descompondre’s, a través d'un prisma triangular, en bandes de set colors diversos, anomenats espectre cromàtic. Estaven ordenats segons la seva longitud d'ona: violeta, anyil, blau, verd, groc, taronja i vermell. A més, Newton, també va descobrir el procés recíproc, la síntesi de la llum blanca a partir dels colors de l'espectre cromàtic. Això es pot fer a partir de l'anomenat disc de Newton, en què es posen en ordre els set colors i es fa rodar el disc fins a la velocitat en què l'ull té la percepció que tot el cercle és blanc.
El nostre ull percep una longitud d'ona i la variació de la longitud és la que ens fa veure un color o un altre. Perquè la diferència entre la longitud d'ones sigui notable ha d'anar d'1 nm en les ones de blau, verd i groc a uns 10 nm o més en les ones més llargues del vermell i les més curtes del blau. El nostre ull és capaç de percebre centenars de diverses longituds d'ones i quan els espectres purs de color es barregen o es dilueixen amb més llum blanca, la diversitat de colors que percebem és molt alta.

## La percepció depèn de la llum que impacti
Quan la llum impacta en un objecte les característiques d'aquest fan que una part de l'espectre cromàtic es quedi en aquest i una altra part reboti. Aquestes ones que reboten són les que percep l'ull. D'aquesta manera si un material o objecte, com podria ser una poma, reté tots els espectres cromàtics menys l'ona que correspon al vermell, que rebota, nosaltres veurem la poma vermella. Això demostra que el color no és inherent a l'objecte i que depèn de la llum que l'impacti.
La percepció del color que tenim d'un objecte depèn molt del tipus de llum que impacti sobre aquest. El nostre ull és capaç de captar moltíssimes variacions d'ones i, per tant, som capaços de percebre molts tons, saturacions i intensitats diferents. A més, en el nostre món hi ha molta diversitat de llums; la llum més habitual i més natural és la del sol. I igualment la llum solar té moltes variacions, depèn de l'hora del dia, del moment de l'any, del lloc en el món, de si està núvol... per tant ni la llum del sol impacta sempre igual sobre les superfícies. A més hi ha moltes llums artificials amb diverses temperatures, intensitats... i fins i tot hi ha llum de diversos colors (llums violetes, vermelles...), tot i que són menys habituals.
Tot això ens deixa en la conclusió que un mateix objecte el veiem de molts colors diversos, tot i que sempre diguem que és d'un color, ja que el llenguatge generalitza molt el tema dels colors. El nostre cervell sap que una poma és vermella i, encara que per la llum, la vegem, per exemple, més violeta, direm que és vermella. Així i tot, encara que no ho manifestem cada dia en el llenguatge, la llum que impacta en un objecte fa dependre molt la percepció del color que tenim d'aquest.

## Trastorns en la percepció del color
Hi ha diversos trastorns en la percepció del color, alguns de més coneguts i altres menys: 
L'acromatòpsia i el monocromatisme són la falta total de percepció del color, en el primer cas per manca de cons en la retina i en el segon, per la presència d'un sol tipus de cons.
La discromatòpsia és la discapacitat de la visió dels colors i pot ser congènita o adquirida. La més comuna i coneguda dins aquest grup és el daltonisme, que és un defecte genètic que dificulta la distinció entre colors. El daltonisme té molts graus: pot anar des de la dificultat en la distinció de qualsevol color (acromatòpsia) a la dificultat de distingir certs tons entre vermell i verd.
El daltonisme és hereditari i s'associa al cromosoma Y, per tant és més habitual en els homes. Existeix el daltonisme monocromàtic i el dicromàtic. Dins del daltonisme hi ha moltes variacions, que dificulten la identificació d'un color en concret o altre. Per exemple, amb la protanòpsia hi ha dificultats per identificar les longituds d'ona llarga dels colors vermells. El vermell es percep com un beix fosc i el verd s'assembla al vermell.
Hi ha diversos tests per identificar les persones daltòniques. Per exemple el test d'Ishihara, que consisteix en unes làmines fetes de punts de colors i, al mig, un número. Un daltònic no podria identificar el número. També hi ha el test de Fransworth, format per fins a 100 fitxes de colors que el pacient ha d'ordenar.

## Balanç de blancs
Quan es fan fotografies la llum influeix moltíssim en com la càmera percep els colors d'una imatge. Per intentar que aquests colors s'assemblin al màxim als reals i normals, és a dir, perquè s'assemblin al color que tindrien si estiguessin il·luminats amb una llum blanca, hi ha el balanç de blancs, que s'encarregat de corregir-los. Es pot fer des de la pròpia càmera que fa la fotografia, dient-li a la càmera quin tipus de llum hi ha perquè aquesta ajusti la fotografia automàticament. Però també es pot fer amb l'edició posterior de la imatge amb programes d'edició com el photoshop.
Sovint s'utilitza el balanç de blancs per donar a la imatge un efecte concret. En lloc d'ajustar-la per portar-la a la il·luminació més neutra possible s'intenta que, forçant la temperatura de la imatge, doni unes sensacions o unes altres.
Sabeu-ne més: article balanç de blancs.

## Evolució
Els mecanismes de percepció del color depenen molt de factors evolutius, dels quals es creu que el més destacat és el reconeixement satisfactori de les fonts d'aliment. En els primats herbívors, la percepció del color és essencial per trobar fulles adequades (immadures). Als colibrís, sovint també es reconeixen tipus de flors particulars pel color. D'altra banda, els mamífers nocturns tenen una visió del color menys desenvolupada, ja que es necessita una llum adequada perquè els cons funcionin correctament. Hi ha proves que la llum ultraviolada juga un paper en la percepció del color en moltes branques del regne animal, especialment els insectes. En general, l'espectre òptic engloba les transicions electròniques més comunes en la matèria i, per tant, és la més útil per recollir informació sobre el medi ambient.
L'evolució de la visió del color tricromàtica en els primats es va produir quan els avantpassats dels micos, simis i humans moderns van canviar a l'activitat diürna i van començar a consumir fruites i fulles de plantes amb flors. La visió del color, amb discriminació UV, també està present en diversos artròpodes, els únics animals terrestres a més dels vertebrats que posseeixen aquest tret.
Alguns animals poden distingir els colors en l'espectre ultraviolat. L'espectre UV cau fora del rang visible humà, excepte en alguns pacients amb cirurgia de cataractes. Les aus, les tortugues, els llangardaixos, molts peixos i alguns rosegadors tenen receptors UV a la retina. Aquests animals poden veure els patrons UV que es troben a les flors i altres animals salvatges que d'altra manera són invisibles per a l'ull humà.
La visió ultraviolada és una adaptació especialment important en les aus. Permet als ocells detectar petites preses des de la distància, navegar, evitar els depredadors i alimentar-se mentre volen a gran velocitat. Els ocells també utilitzen la seva visió d'ampli espectre per reconèixer altres ocells i en la selecció sexual.

## Diferències en la percepció del color entre homes i dones
L'ésser humà compta amb uns 6 milions de cons, que es classifiquen en tres tipus:
- Cons sensibles a la llum blava (longitud ona curta)
- Cons sensibles a la llum verda (longitud ona mitja)
- Cons sensibles a la llum vermella (longitud ona llarga)

Cada con pot recollir unes 100 gradacions de colors, i, en combinar-se entre ells, ens permeten distingir al voltant d’un milió de tonalitats diferents.
Hi ha vàries teories que expliquen la creença popular de que la dona és capaç de distingir més colors que l'home

### Hipòtesi de la visió del caçador-recolector
Relacionada amb l'evolució, aquesta teoria defensa que cada sexe va desenvolupar habilitats diferents per a realitzar les seves activitats prehistòriques. Les dones, que recolectaven fruits i baies, havien de poder distingir bé els colors per esbrinar quins recolectar. En canvi, els homes, que eren caçadors, tindrien més facilitat per a detectar objectes en ràpid moviment en la distància.

### Longitud d'ona
Es creu que els homes requereixen una longitud d’ona lleugerament més llarga que les dones per veure la mateixa tonalitat de color. Així doncs, un to que una dona perceb com a taronja, a un home li pot semblar més vermellós, i un color què és verd per a les dones, un home el pot veure com a més groguenc.

### Daltonisme
El con blau està codificat en el cromosoma 7, mentre que els cons verd i vermell son codificats en el cromosoma X.
Mentres que les dones biològiques (XX) compten amb dos cromosomes X, els homes biològics (XY), només compten amb un. Com les dones tenen dos cromosomes X, això vol dir que tenen dos copies d’aquests dos cons codificats en el cromosoma X (verd i vermell). Si tenen una anomalía en un con, tenen l’altre con de l’altre cromosoma, com una “còpia de seguretat”, fent que sigui molt menys probable que pateixin de daltonisme, ja que haurien de tenir aquesta mutació genètica en els dos cromosomes.
Al contrari del que molta gent creu, les dones si poden patir de daltonisme, però en son molt menys propenses: un 8% dels homes pateixen d’alguna mena de daltonisme, davant només un 0,5% de dones.
Tot i això, sí en poden ser portadores. Si un home hereda un cromosoma X amb anomalía als cons, tindrà una deficiència visual si o si.

### Tetracromatisme
El tetracromatisme és una mutació genètica produïda en el cromosoma X en què una persona té quatre tipus de cons: el blau, el verd, el vermell i un més que està entre el verd i vermell, el que els permet percebre entre 10 i 99 milions de colors.
Les dones tenen dos cromosomes X, per tant tenen dues versions dels cons verd i vermell. Si es produeix aquesta mutació en un con d’un dels cromosomes, i en l’altre cromosoma tenen els altres tres sense cap anomalia, llavors tenen els quatre tipus de cons requerits per ser tetracròmates. Veuen els colors que les persones tricròmates veuen, més altres colors produits pel con amb una anomalia.
Es creu que és una condició que només és possible en dones, ja que, si els homes pateixen d’aquesta mutació, com només tenen un cromosoma X, patirien d’una tricromia anòmala (un tipus de daltonisme en què els tres cons son funcionals però amb defectes, motiu pel qual confonen un color amb un altre) i no tetracromatisme, ja que no tenen l’altre còpia “sana”.
De totes maneres, no es pot descartar la possibilitat que hi hagi un petit percentatge d’homes que hagin heredat aquesta condició.
De fet, fins fa poc temps es creia que els humans no podíem ser tetracromates, només alguns animals (com les aus —àligues i falcons). Malgrat que es calcula que un 12% de les dones en podrien tenir, només es té constància de tres dones tetracromàtiques: 
- Dues dones angleses
- Una dona australiana, Concetta Antico

## Percepció del color en els animals
Els colors que veu un animal depenen dels diferents tipus de cons que tenen els ulls. Històricament, ha existit la creença popular que els animals només podien veure en blanc i negre fins que es va poder comprovar científicament que la majoria d'ells, igual que els éssers humans, són capaços de distingir certs colors gràcies a un tipus de cèl·lules (fotoreceptors) de la retina anomenades cons. A continuació, presentarem un seguit d'exemples.
Segons l'espècie a què pertanyin, els animals estan capacitats per veure en color gràcies als dos cons. Això els permet tenir una visió dicromàtica, el que significa que són capaços de distingir dos dels tres colors primaris, com és el cas dels gossos, els gats o els cavalls.

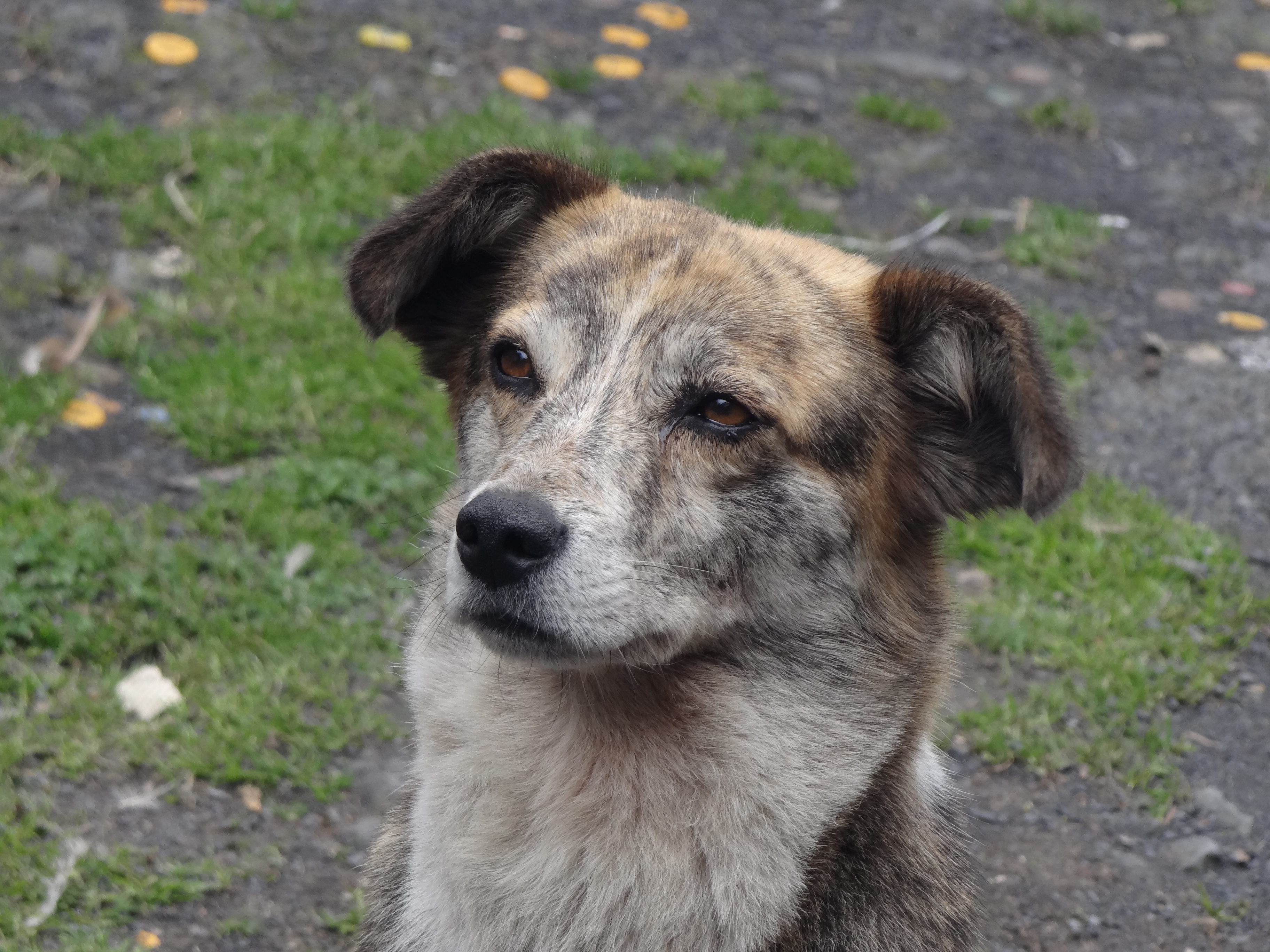
Els gossos només tenen dos tipus de cons.

La visió cromàtica, a més, pel que fa als animals, en moltes ocasions va lligada a la funció que exerceixen els animals, ja sigui per a la reproducció sexual (els colors més cridaners permetran que puguin aparellar-se més fàcilment) per alimentar-se o defensar-se d'altres espècies (un color cridaner espantarà més fàcilment altres animals).
La majoria dels mamífers, inclosos els gossos i els gats, només tenen dos tipus de cons. Aquests són habitualment verd i blau. Els canins no són capaços de distingir el color vermell i el verd, el que significa que la seva escala cromàtica es basa en les tonalitats blavoses, groguenques o grisenques. Pel que fa als gats, aquests són capaços de percebre els blaus i els verds i incapaços de distingir els tons vermells. Per contra, els equins distingeixen matisos blaus i vermells.
Les aus rapinyaires són capaces de veure fins a quatre colors. D'altra banda, la visió de les abelles és capaç de distingir la gamma que va des de l'ultraviolat, que les dirigeix directament cap al pol·len i el nèctar, fins al blau i verd, però incapaços de percebre el color vermell. Les salamandres, els pops o els hàmsters, només poden percebre una tonalitat molt semblant al blanc i negre en tenir una visió monocromàtica.
Pel que fa a les aus, són l'espècie capaç de distingir una gamma colorimètrica més gran (visió tetracromàtica), cosa que els permet veure colors que els humans no som capaços de percebre. Per exemple, aus de presa i rapinyaires com les àguiles o falcons distingeixen fins a quatre colors: vermell, groc, verd i blau. Això és útil per poder localitzar les preses.
Els cavalls només veuen en groc i blau, però distingeixen brillantor i intensitat La gamma de colors que perceben els cavalls, a diferència de les persones, es limita a dos: groc i blau. Això s'anomena visió dicromàtica i és perquè l'ull de les persones té major quantitat de cons (cèl·lules que capten llum i desenvolupen els colors que reben).
Caldria tornar a destacar el fet que el color que distingeix un animal dependrà de les funcions que exerceixi a la natura.